# Romulus en Remus (Star Trek)
Romulus en Remus zijn fictieve planeten uit de serie Star trek. Deze tweelingwerelden bevinden zich in het Beta-kwadrant.
De planeten zijn dubbelplaneten hetgeen betekent dat de planeten om elkaar heen draaien. De planeet Remus heeft een dusdanige wenteling dat aan één zijde van de planeet altijd de zon schijnt (wenteling vergelijkbaar aan de wenteling van de maan ten opzichte van de aarde. De maan is voor ons altijd maar aan één kant te zien.). Hierdoor is de temperatuur aan die belichte zijde zeer hoog.
Op Romulus woont een ras dat zich Romulans noemt en Remus is de thuiswereld van de Remans.
De Remans leven aan de schaduwzijde van Remus en hebben zich daar helemaal aan aangepast. Ze verdragen dan ook weinig licht. De Romulans komen niet van oorsprong van Romulus, maar hebben zich hier gevestigd nadat ze de thuiswereld van de Vulcans hadden verlaten. Romulus is de basis van het Romulaanse Rijk.
De planeet Remus bevat veel dilithiummijnen. Deze mijnen worden ook als een soort strafkamp gebruikt door de Romulans.